# Jorge Gatgens
Jorge Ignacio Gatgens Quirós (San José, 23 de julio de 1988) es un futbolista costarricense que juega como volante y actualmente milita en Deportivo Guastatoya de la Liga Nacional de Guatemala.
Debutó el 29 de abril del 2007 vistiendo la camiseta del Pérez Zeledón en la derrota de 0 - 2 ante el Puntarenas FC.

## Selección nacional
Hizo su debut el 13 de mayo de 2009 bajo la dirección técnica de Rodrigo Kenton en un partido amistoso ante la Selección de Venezuela disputado en el Polideportivo de Pueblo Nuevo en San Cristóbal, Venezuela.

### Partidos
Ha disputado un total de un partido con la selección costarricense, de los cuales aún no ha logrado victorias, empató uno y no ha perdido. 
| Partidos | Partidos  | Partidos  | Partidos           | Partidos                | Partidos    | Partidos | Partidos            | Partidos       | Partidos |
| N°       | Rival     | Resultado | Fecha              | Lugar                   | Competencia | Goles    | Cambio              | DT             |          |
| -------- | --------- | --------- | ------------------ | ----------------------- | ----------- | -------- | ------------------- | -------------- | -------- |
| 1        | Venezuela | 1:1 (1:1) | 13 de mayo de 2009 | San Cristóbal Venezuela | Amistoso    | -        | 65' por Jorge Davis | Rodrigo Kenton |          |

## Estadísticas

### Clubes
| Club                       | Temporada   | Liga  | Liga  | Copa  | Copa  | Copa Internacional | Copa Internacional | Total | Total |
| Club                       | Temporada   | Part. | Goles | Part. | Goles | Part.              | Goles              | Part. | Goles |
| -------------------------- | ----------- | ----- | ----- | ----- | ----- | ------------------ | ------------------ | ----- | ----- |
| Pérez Zeledón · Costa Rica | 2007 - 2008 | 0     | 0     | 0     | 0     | 0                  | 0                  | 0     | 0     |
| Pérez Zeledón · Costa Rica | 2008 - 2009 | 0     | 0     | 0     | 0     | 0                  | 0                  | 0     | 0     |
| Pérez Zeledón · Costa Rica | 2009 - 2010 | 32    | 2     | 0     | 0     | 0                  | 0                  | 32    | 2     |
| Pérez Zeledón · Costa Rica | 2010 - 2011 | 20    | 0     | 0     | 0     | 0                  | 0                  | 20    | 0     |
| Pérez Zeledón · Costa Rica | Total       | 52    | 2     | 0     | 0     | 0                  | 0                  | 52    | 2     |
| Alajuelense · Costa Rica   | 2011 - 2012 | 21    | 2     | 0     | 0     | 1                  | 0                  | 22    | 2     |
| Alajuelense · Costa Rica   | 2012 - 2013 | 20    | 1     | 0     | 0     | 1                  | 0                  | 21    | 1     |
| Alajuelense · Costa Rica   | Total       | 41    | 3     | 0     | 0     | 2                  | 0                  | 43    | 3     |
| Pérez Zeledón · Costa Rica | 2013 - 2014 | 29    | 4     | 2     | 1     | 0                  | 0                  | 31    | 5     |
| Pérez Zeledón · Costa Rica | 2014 - 2015 | 32    | 5     | 3     | 0     | 0                  | 0                  | 35    | 5     |
| Pérez Zeledón · Costa Rica | 2015 - 2016 | 3     | 0     | 3     | 0     | 0                  | 0                  | 6     | 0     |
| Pérez Zeledón · Costa Rica | Total       | 64    | 9     | 8     | 1     | 0                  | 0                  | 72    | 10    |
| Total                      |             | 157   | 14    | 8     | 1     | 2                  | 0                  | 169   | 15    |

*No incluye datos de las Temporadas 2007-2008 y 2008-2009 con el Municipal Pérez Zeledón.

## Clubes
| Club                                   | País       | Año               |
| -------------------------------------- | ---------- | ----------------- |
| Pérez Zeledón                          | Costa Rica | 2007 - 2011       |
| Alajuelense                            | Costa Rica | 2011 - 2013       |
| Pérez Zeledón                          | Costa Rica | 2013 - 2014       |
| San Carlos                             | Costa Rica | 2016 - 2017       |
| Universidad de Costa Rica Fútbol Club  | Costa Rica | 2017 - 2018       |
| Asociación Deportiva Municipal Liberia | Costa Rica | 2017 - 2018       |
| Deportivo Guastatoya                   | Guatemala  | 2018 - Actualidad |

## Palmarés
| Título             | Club        | Año  |
| ------------------ | ----------- | ---- |
| Torneo de Invierno | Alajuelense | 2011 |
| Torneo de Invierno | Alajuelense | 2012 |